# Кашперівка (місцевість)
Кашперівка — історична місцевість Житомира, колишній хутір Кашперовського. 

## Розташування
Місцевість розташована у Корольовському адміністративному районі, на схід від Старого міста, в історичному районі Путятинка, на правому березі річки Малої Путятинки (наразі протікає в трубопроводах). Орієнтовними межами місцевості виступають: 1-й Гоголівський провулок на півночі, Квітковий провулок на заході, провулок Панаса Саксаганського та вулиця Героїв Крут на півдні, проїзд Академіка Тутковського на сході (тут розташовувалося русло річки Малої Путятинки). 
Забудова переважає садибна житлова. Наявні також декілька торгівельних зон та суспільних закладів.

## Історичні відомості
Назва місцевості, що в минулому являла собою хутір, походить від прізвища його власників — Кашперовських. Хутір перебував у власності родини Кашперовських ще з XVIII сторіччя. Вперше представники цієї родини згадуються як землевласники на Путятинці у документах, датованих 1720 р. Серед картографічних матеріалів XIX століття, назва хутора Кашперовського фігурує на генплані Житомира 1852 року, трьохвестовці Шуберта другої половини XIX ст.
Станом на середину ХІХ ст. забудова хутора знаходилася в межах нинішніх вулиць Бориса Тена, Східної, Героїв Крут та Академіка Тутковського. У межах вищевказаних вулиць, тоді проєктних, станом на середину ХІХ ст. існувала єдина житлова вулиця хутора (нинішній провулок Панаса Саксаганського). Хутір був віддалений від тодішньої міської забудови та сполучався з містом путівцями. Один з путівців брав початок в районі нинішнього Житнього ринку, прямував на схід, подекуди паралельно нинішній вулиці Бориса Тена, та зливався в межах хутора з його житловою вулицею (нинішнім провулком Панаса Саксаганського). Існували путівці, що сполучали хутір Кашперовського зі старим шляхом на Вацків (нинішнім Вацківським провулком), прямуючи з півночі на південь. Пізніше обидва путівці стали основою, відповідно, для Квіткового та 2-го Гоголівського провулків. Польові шляхи слугували тоді межами між землеволодінням Кашперовського та іншими землевласниками. Тодішньою північною межею хутора виступав нинішній 1-й Гоголівський провулок, південною межею слугував сучасний провулок Панаса Саксаганського, а західною — польовий шлях, що згодом сформувався як Квітковий провулок. Східною межею землеволодіння Кашперовських виступала річка Мала Путятинка, русло якої проходило з півночі на південь, паралельно нинішньому початку проїзду Академіка Тутковського.  
У другій половині ХІХ ст. хутір відійшов у власність до Едуарда Сейферта. На плані міста 1879 року хутір зазначений вже як Хутір Сейферта. У напрямку хутора вела із середмістя Кашперівська вулиця (зараз вулиця Бориса Тена), що розвивалася згідно з генпланом середини ХІХ ст. Станом на 1879 рік Кашперівська вулиця завершувалася перехрестям з Міщанською вулицею (нині Івана Мазепи). З кінця ХІХ ст. до 1950-х років вулиця Кашперівська закінчувалась Кашперовським завулком — нинішнім провулком Квітковим — колишньою західною межею хутора Сейферта. 
Хутір Сейферта зазначений також на планах міста 1899 р. та 1915 р. 
Наприкінці ХІХ ст. житлові вулиці хутора з'єдналися з Дмитрівською вулицею, яка паралельно Кашперівській вулиці розвивалася на схід згідно з генпланом. З'єднавшись з Дмитрівською вулицею, вулиці в межах хутора стали її продовженням, тому отримали нові назви — Перша та Друга Дмитрівські. На відміну від міської Дмитрівської вулиці, забудованої згідно з генпланом, Перша та Друга Дмитрівська вулиці являли собою вузькі житлові провулки складної конфігурації на плані. У 1950-х роках Перша та Друга Дмитрівські вулиці з'єдналися з початком 1-го провулку Мануїльського та отримали назву 1-й провулок Мануїльського, а з 2016 року — провулок Панаса Саксаганського. 
До середини ХХ ст. на території історичної Кашперівки, східніше Квіткового провулка, розташовувався так званий Бабський Сад. У 1950-х роках сад забудований одноповерховими будинками, зведеними вздовж нинішніх вулиць Бориса Тена та Східної. Вулиця Східна від провулку Льотчика Крутеня до Київської вулиці, незважаючи на те, що була запроектована ще у XIX ст., прорізана у 1950-ті роки, у тому числі крізь землі Кашперівки.
В 1961 році по прорізаних нещодавно частинах вулиць Східної та Бориса Тена прокладено трамвайні рейки та введено в експлуатацію трамвайний маршрут № 5, що з'єднував центр міста на першому етапі із вулицею Левківською (нині — Корольова), а з 1963 року із льонокомбінатом.
У середині 1980-х років на сході від історичної Кашперівки збудовано мікрорайон із неофіційною назвою «Промавтоматика». Так, за декілька років на лівому болотистому березі річки Малої Путятинки з'являються дев'ятиповерхівки типових проектів. На протилежному березі, в історичній Кашперівці будують два дитячі садки (№ 25 та 73).
Тоді ж, у 1980-ті, на півдні від забудови історичної Кашперівки, по вулиці Леваневського будують декілька багатоповерхівок так званої «Маліковської» серії із покращеними плануваннями квартир. З 2017 року в тому ж районі ведеться будівництво житлового комплексу «Абрикос».

## Інфрастуктура

### Навчальні та виховні заклади
- Навчально-виховний комплекс № 25 (вулиця Бориса Тена, 84-а);
- Навчально-виховний комплекс № 73 (вулиця Бориса Тена, 82-а);
- Житомирський міський центр науково-технічної творчості учнівської молоді (вулиця Бориса Тена, 82-а).

### Торговельні комплекси
- Торговельний комплекс «Реал» (вулиця Бориса Тена, 80).